# Länsväg BD 827

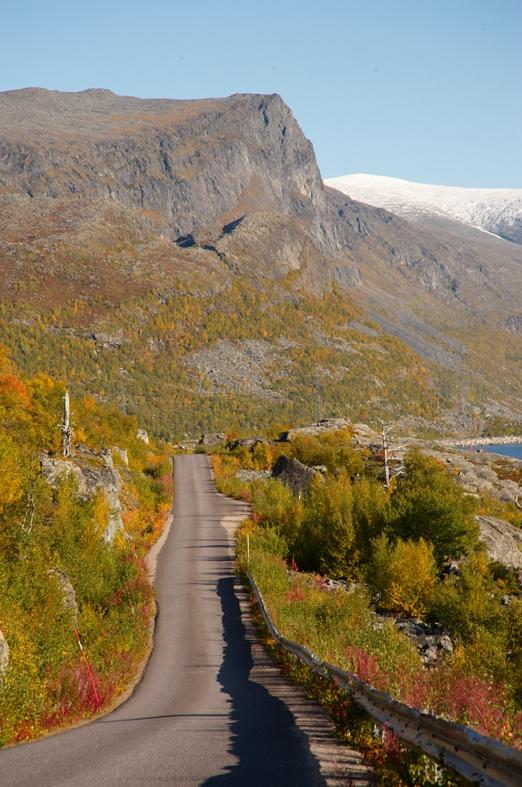
Länsväg BD 827.

Länsväg BD 827 (Vägen västerut eller Sjöfallsvägen) är en länsväg i Gällivare kommun, Norrbottens län som går mellan Luleluspen utanför Porjus (E45) och Stora Sjöfallet (Vietas). Vägen anlades 1965 för att kunna bygga Vietas kraftstation. Trots att ingen väg fanns så byggdes Sourvadammen 1920. Via vägen kan man ta sig till Världsarvet Laponia med de tre nationalparkerna Stora sjöfallet, Sarek och Padjelanta. I slutet av vägen tar en enskild väg an, vilken leder till Sourvadammen, Vakkotavare, Ritsem och slutligen Sitasjaure. Allmänheten kan inte längre ta sig till Sitasjaure med bil då vägen har en vägbom efter Ritsem.